# Inmigración alemana en la República Checa
La inmigración alemana en la República Checa es el movimiento migratorio desde la República Federal Alemana hacia la República Checa desde su formación actual como Estado soberano tras la disolución de Checoslovaquia en 1993. En el censo checo de 2001, 39.106 ciudadanos de nacionalidad checa declararon ser alemanes étnicos, en gran parte descendientes del grupo minoritario conocido como alemanes de los Sudetes, correspondiente al 0,4 por ciento de la población total de la República Checa. En diciembre de 2014, las cifras oficiales del gobierno mostraron que hay 19.687 ciudadanos de nacionalidad alemana residiendo en el territorio checo.
Desde la adhesión de la República Checa a la Unión Europea el 1 de mayo de 2004, el flujo migratorio entre alemanes y checos entre sus respectivos territorios se vio ampliamente favorecido con la incorporación del país al espacio de Schengen, facilitando el libre tránsito entre estos dos países que comparten una frontera terrestre de 815 km de longitud.

## Educación

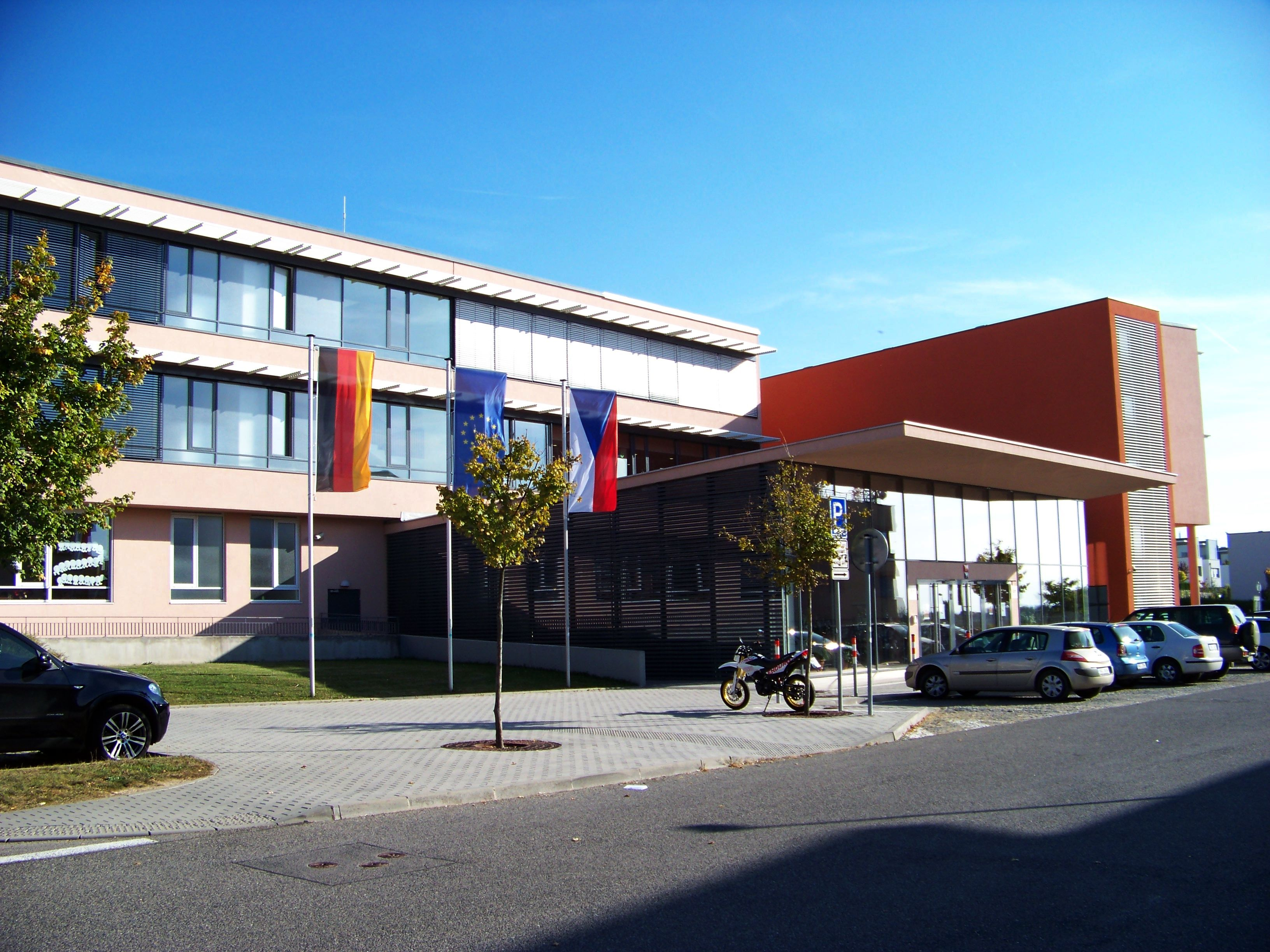
Frontis de la Deutsche Schule Prag

La Deutsche Schule Prag es una escuela internacional de habla alemana en Praga.
La Universidad Técnica Alemana en Brno (Deutsche Technische Hochschule Brünn), fue una institución de educación superior que impartía clases únicamente en alemán y que funcionó entre 1849 y 1945 en Brno. En la actualidad algunas universidades checas, como la Universidad Carolina y la Universidad Masaryk, imparten algunos de sus cursos en alemán.

## Medios de comunicación
Existen diferentes medios de comunicación checos que incluyen segmentos en alemán. Dentro de las publicaciones integras en idioma alemán más destacadas son el periódico semanal Prager Zeitung y el periódico quincenal Landeszeitung – Zeitung der Deutschen in der Tschechischen Republik. Radio Praga es una emisora de la capital checa que emite parte de su programación en lengua alemana como el programa "Hallo Radio Hultschin".
El portal de internet Tschechien Online (Chequia en línea), es un importante medio de información virtual en lengua alemana sobre asuntos del país.

## Flujos migratorios
| 1994 | 4.195  |
| 2000 | 4.968  |
| 2005 | 7.187  |
| 2010 | 13.871 |
| 2014 | 19.687 |